# عمر غلاونجي
عمر إبراهيم غلاونجي (مواليد 1954 طرطوس) مهندس وسياسي سوري شغل منصب رئيس وزراء سورية بالوكالة من 6 آب 2012، بعد انشقاق رياض فريد حجاب وحتى تعيين وائل الحلقي في 9 آب 2012.

## النشأة والتعليم
ولد عمر غلاونجي عام 1954 لعائلة سنية مقيمة في محافظة طرطوس. حصل على شهادة في الهندسة المدنية من جامعة تشرين في عام 1978.

## الحياة المهنية
كان عمر غلاونجي مديرًا لعدد من مديريات مؤسسة الإسكان العسكري من عام 1978 إلى عام 2000. وكان أيضًا نائبًا لرئيس مجلس مدينة اللاذقية في الفترة من 1997 إلى 2000. وشغل منصب مدير المؤسسة العامة للإسكان، وهو عضو في اللجنة الاستشارية لمجلس وزراء الإسكان العرب ومجلس إدارة شركة الاتحاد العربي للمقاولات.
من عام 2009 حتى 2011 تولى منصب وزير الإسكان والتعمير ومن 2011 حتى 2016 منصب وزير الإدارة المحلية.

## رئاسة الوزراء
في 6 آب 2012 تم تعيينه كرئيس للحكومة السورية المؤقتة خلفاً لرئيس الوزراء رياض فريد حجاب. بقي في المنصب حتى تعيين وائل الحلقي في 9 آب 2012 

## الحياة الشخصية
غلاونجي متزوج ولديه ثلاث بنات وابن.

## روابط خارجية
- وزارة الإدارة المحلية الموقع الرسمي للحكومة

| المناصب السياسية    | المناصب السياسية               | المناصب السياسية |
| ------------------- | ------------------------------ | ---------------- |
| سبقه رياض فريد حجاب | رئيس وزراء سوريا بالوكالة 2012 | تبعه وائل الحلقي |